# 乾富子
乾 富子（日语： Inui Tomiko ?、1924年3月3日—2002年1月16日）是日本儿童文学作家。

## 简介
出生于东京，在日本女子大学读一年级时，接触了宫泽贤治的作品，而有志于儿童文学。后对保育事业感兴趣，转入京都平安女学院保育系，1944年毕业。后做了两年保育员。
1950年至1970年在岩波少年文庫担任编辑。其代表作有《小矮人奇遇》、《企鹅故事》、《北极的鹿》、《黑尾鸥的天空》、《暗谷的小矮人们》等。

## 译作
- ホンジークのたび B.ジーハ（Bohumil Říha） 井出弘子共訳 童心社 1981 （フォア文庫）

## 脚注
1. ↑  陈伯吹 (编).  第1版. 上海: 少年儿童出版社. 1989年10月: 第32页. ISBN 7532406881.
2. ↑  .   [2019-08-08]. （原始内容存档于2020-10-25） （日语）. （页面存档备份，存于）